# میثم خداشناس
میثم خداشناس (زادهٔ ۲۷ تیر ۱۳۶۳) بازیکن سابق و مربی فوتبال اهل ایران است که در پست هافبک در لیگ برتر خلیج فارس بازی می‌کرد. او کاپیتان باشگاه فوتبال نساجی مازندران نیز بود.
وی سابقهٔ حضور در تیم‌های نساجی مازندران، تربیت یزد، راه‌آهن، صبای قم، فجر سپاسی شیراز، مس رفسنجان، ایران‌جوان بوشهر، آلومینیوم اراک و اترک بجنورد را در کارنامه دارد.